# Willi Born
Willi Born (ur. 19 lipca 1950, zm. 7 lipca 1970 w Bergfelde) – żołnierz NVA zmarły wskutek samobójstwa popełnionego po nieudanej próbie ucieczki do Berlina Zachodniego i zaliczany tym samym do poświadczonych historycznie ofiar śmiertelnych przy Murze Berlińskim.

## Życiorys i okoliczności śmierci
Jako najstarsze z siedmiorga dzieci Willi Born dorastał i wychowywał się w domu matki w Klein-Marzehns. Po śmierci tejże przebywał przez pewien czas w domu dziecka, ostatecznie zamieszkał u powtórnie żonatego ojca w Lindow. Po ukończeniu szkoły rozpoczął naukę do zawodu technika gospodarki rolnej, po czym podjął pracę jako traktorzysta w państwowej spółdzielni produkcyjnej. Po zawarciu małżeństwa w 1969 r. przeniósł się wraz z żoną do leżącej na północ od Berlina miejscowości Velten.
W 1970 r. powołany został do odbycia zasadniczej służby wojskowej w szeregach Nationale Volksarmee, gdzie przydzielony został do stacjonującego w Oranienburgu 1. Zmotoryzowanego Pułku Strzelców. Wczesnym rankiem 7 lipca 1970 r. będąc uzbrojony odłączył się od oddziału, po czym podążył w kierunku leżącej w pobliżu Hohen Neuendorf miejscowości Bergfelde. O zauważonym przypadku dezercji poinformowano natychmiast żołnierzy wojsk granicznych NRD oraz inne organa ścigania, które rozpoczęły akcję poszukiwawczą.
Około godziny 10:30 Willi Born znalazł się na granicy NRD i Berlina Zachodniego. Wspinającego się na pierwszy z płotów zabezpieczających dezertera zauważył jeden z wartowników, który złożył meldunek po czym oddał w kierunku uciekającego dwa niecelne strzały. Born skierował się ku zalesionemu odcinkowi pasa granicznego położonemu pomiędzy niniejszym płotem a drutem sygnałowym, zawiadomieni o ucieczce inni żołnierze rozpoczęli pościg. Około godziny 10:45 przy pomocy posiadanego karabinka AK-47 Willi Born pojedynczym strzałem w głowę odebrał sobie życie.

## Upamiętnienie
Willi Born został pochowany w miejscu zamieszkania swojego ojca w Lindow. Pamięci uciekiniera poświęcono stelę pamiątkową w pobliżu berlińskiej dzielnicy Frohnau oraz jedno z tzw. okienek pamięci w mauzoleum Gedenkstätte Berliner Mauer przy Bernauer Straße.